# Distrito de Kanker
Kanker, o Uttar Bastar Kanker (en Hindi: कांकेर जिला) es un distrito de la India en el estado de Chhattisgarh. Código ISO: IN.CT.KK.
Comprende una superficie de 6513 km².
El centro administrativo es la ciudad de Kanker.

## Demografía
Según censo 2011 contaba con una población total de 748593 habitantes, de los cuales 375 606 eran mujeres y 372 987 varones.

## Divisiones administrativas
El distrito se divide en 7 bloques/tehsils:
- Kanker
- Charama
- Narharpur
- Bhanupratappur
- Durgukondal
- Antagarh
- Pakhanjore/Koylibeda.

Hay 389 Gram Panchayats y 995 aldeas en el distrito de Kanker.